# El Espinar
El Espinar là một đô thị ở tỉnh Segovia, Castile và León, Tây Ban Nha. Đô thị này tọa lạc 60 km về phía tây bắc trung tâm Madrid. Theo điều tra dân số năm 2008 của Viện thống kê quốc gia Tây Ban Nha, đô thị này có dân số 9,217 người.